# Hospital civil d'Oliver
L'hospital civil d'Oliver, situat al carrer Oliver número 22 d'Alcoi (l'Alcoià) País Valencià, va ser construït en una illa sencera del barri de Santa Rosa entre 1868 i 1877 segons la tipologia hospitalària de l'època amb projecte de l'arquitecte Jeroni Granell i Mundet a costa del filantrop i industrial català Agustí Oliver i Doménech, establit a Alcoi.

## Edifici
L'edifici respon a una arquitectura d'origen acadèmic de gran sobrietat i contundència, tant per la seua volumetria i ordre compositiu com per l'ús de la pedra.
La planta d'aquest hospital es compon de tres cossos, dos laterals en forma de T amb dues i tres plantes (per salvar el desnivell del terreny), i un de central, quadrat, de quatre plantes. La unió entre aquests es realitza mitjançant dos cossos en planta baixa amb galeries envidrades a banda i banda. Compta també amb diversos pavellons posteriors destinats a cuina, bugaderia, etc, que envolten un gran pati amb horta i arbratge.
Al cos central se situen l'accés principal, amb una gran escalinata, i la capella amb planta de creu grega, que resulta el volum major de l'edifici, sobre la qual destaca una potent llanterna.
Els cossos laterals estaven destinats als malalts, amb divisió entre homes i dones, mentre que a la planta baixa d'un d'ells se situaven els serveis generals de l'hospital.
A l'interior hi ha interessants espais a doble altura coberts per cimboris octagonals, així com galeries amb arcs de pedra. Actualment és un geriàtric.